# Khouit II
Pour les articles homonymes, voir Khouit.
Khouit II, est une des épouses de Téti, souverain de la VIe dynastie.

## Généalogie
Khouit fut probablement la grande épouse royale de Téti pharaon de la VIe dynastie, du moins pour la première partie de son règne. Elle lui donna un fils du nom de Tétiânkh Khem qui portait le titre de prince héritier.
Les égyptologues pensent, au vu des dernières découvertes faites à leur sujet, qu'ils ont été victimes d'un complot, ce qui expliquerait pourquoi Tétiânkh Khem ne succéda pas à son père et qu'on perd toute traces de sa mère. Ce complot est rapporté par Manéthon de Sebennytos qui écrivit pour le compte de Ptolémée Ier Sôter une histoire de l'Égypte antique et dans laquelle il précise ce fait. 
Pendant longtemps on a pensé qu'il ne s'agissait que d'une légende, comme il en existe beaucoup au sujet des pharaons de l'Ancien Empire, jusqu'à ce que les dernières découvertes faites à Saqqarah apportent quelques crédits à cette hypothèse.
Quoi qu'il en soit Khouit reçut le privilège royal d'avoir sa tombe bâtie à proximité de celle de son époux, avec une pyramide et un temple funéraire dans lequel un culte funéraire lui était rendu. Certains indices découverts dans ce complexe semblent démontrer que le culte et la mémoire de la reine se seraient maintenus jusque sous la XIIIe dynastie, à moins qu'il n'ait été réactivé à la suite de la Première Période intermédiaire, comme d'autres cultes funéraires royaux d'autres sites de la nécropole.

## Sépulture

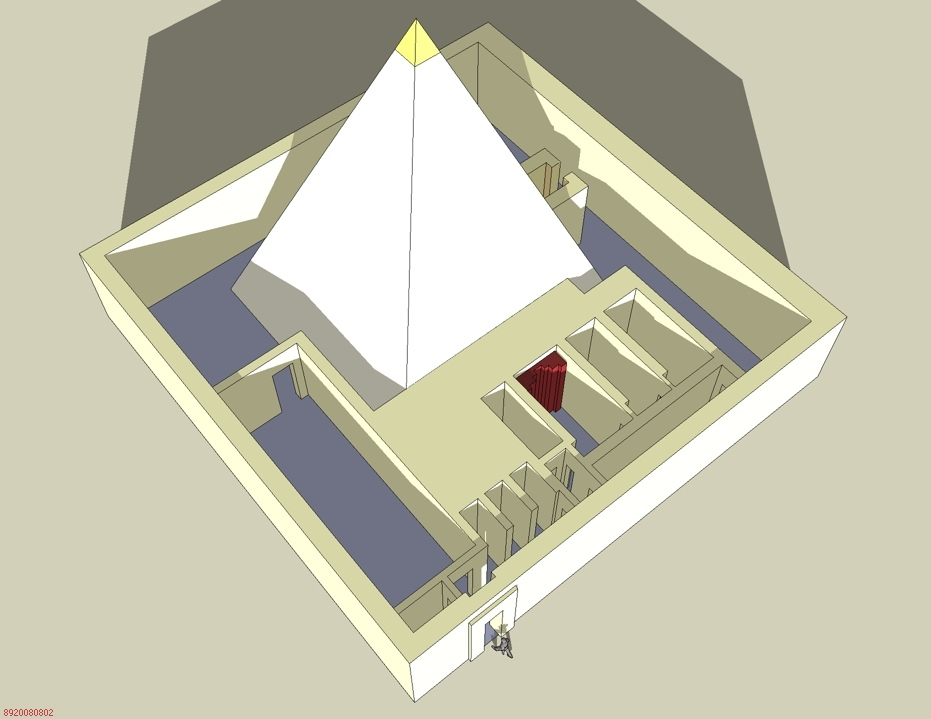
Proposition d'élévation de la pyramide de la reine Khouit II, épouse de Téti - Saqqarah - VIe dynastie égyptienne

Située au nord du complexe funéraire de Téti, sa tombe a été découverte par Victor Loret. Malgré un état de ruine complet, ce tombeau a été exploré lors de différentes campagnes au cours du XXe siècle qui ont permis de dégager peu à peu son monument et d'en comprendre le plan. 
Ainsi les fouilles menées par le Conseil suprême des Antiquités égyptiennes et dirigées par Zahi Hawass ont permis à partir de 1995 de l'identifier comme étant une pyramide à faces lisses et non un mastaba comme interprété jusqu'alors.